# Telesio (album)
Telesio è un album in studio del cantautore italiano Franco Battiato, pubblicato il 29 novembre 2011 dalla Sony Classical.

## Descrizione
L'album contiene l'opera omonima composta da Franco Battiato e Giusto Pio su libretto di Manlio Sgalambro, suddivisa in due atti; la versione originaria dell'opera intitolata “Ostensio Spei“, era interamente cantata dallo stesso Battiato, e ad ora risulta inedita. Tutto il relativo materiale è presente nell'archivio privato di Giusto Pio.

## Tracce
Libretto: Manlio Sgalambro. Musiche: Franco Battiato e Giusto Pio.
Atto I
1. Prologo
2. Inizio
3. Ouverture
4. Il sogno
5. Elettronica arcobaleni
6. Duplice intelletto
7. Le stimmate
8. Fine del sistema solare
9. Corale
10. Danza I

Atto II
1. Prologo
2. Abiuras
3. Il freddo e il caldo
4. Benedictus
5. Un amore romano
6. L'esistenza di Dio
7. Scampanio
8. Attende Domine
9. Danza II
10. Devota precisazione
11. Coro

## Formazione
- Royal Philarmonic Orchestra[7]
- Giulio Brogi - voce
- Divna Ljubojevic - voce
- Paolo Lopez - voce
- Juri Camisasca - voce
- Franco Battiato - voce
- Antonello Antonante - voce
- Claudia Amendola - voce
- Coro Lirico "Bernardino Telesio" - coro
- Carlo Guaitoli - pianoforte
- Angelo Privitera - tastiera
- Pino Pischetola - programmazione